# Tora Huitfeldt
Tora Eva Maria Huitfeldt, född 1892, död 1967, var en svensk målare bosatt i Mosås söder om Örebro. 
Hennes specialitet var att i akvarell eller olja med stor detaljrikedom dokumentera kyrkors och gårdars utseende. I många gårdar hänger konstverk av henne. Målningar av Tora finns också i Folkärna kyrka utanför Krylbo och i Gällersta forngård utanför Örebro vid gården Björneborg mellan byarna Gryt och Attersta i Gällersta socken utförde hon ett flertal väggmålningar. Hon illustrerade fem av författaren och förläggaren Johan Lindström Saxons böcker bl. a. ”Närke och närkingar i sången och dikten” (1928), ”De frikyrkliga gudstjänsterna i Närke” (1934) och "Från självhushållets lyckliga dagar". Akvarellerna som var förlagor till dessa böcker förvaras i Saxons Närkesamlingar vid Örebro stadsbibliotek. 1999 arrangerades en utställning i Gällersta forngård: "Gällersta miljör förr och nu". Tora var representerad med 149 verk. 1984 anordnade Kumla bibliotek en utställning: "Missionshus i Närke, akvareller från 20- och 30 talet av Tora Huitfeldt ur Saxonarkivet". 
Tora var född 1892 i Ramsberg nära Lindesberg. Fadern hette Wilhelm Torsten, inspektör på Ramsbergs bruk och sedan förvaltare på Rockesholm. Han blev 1906 ägare av godset Österhammar i Fellingsbro. Modern hette Eva Carolina Törnblom från Liljedal i Ramsbergs socken. Tora var äldst av fem syskon varav tre nådde vuxen ålder. Hon var konstnärlig och målade helst favoritmotiven blommor och hus. Tora skickades till Konstakademien i Stockholm för utbildning men vantrivdes och avbröt snart studierna. Efter faderns död 1914, flyttade modern och döttrarna till Örebro. Så småningom hamnade Tora i Mosås söder om Örebro och arbetade som telefonist. Hon köpte ett hus i Rostorp tillsammans med sina systrar. Där bodde hon till 1939, då hon flyttade till Sofieborg i Mosås. Efter en olyckshändelse i hemmet tvingades Tora flytta till ålderdomshemmet, där hon avled 1967.